# Feldstufentest
Der Feldstufentest mit dem Rennbike erklärt ein Verfahren zur Bestimmung der Leistungsfähigkeit im Ausdauerbereich und der entsprechenden Trainingsbereiche. Es handelt sich um einen sogenannten Laktattest.
Die Kenngröße der Ausdauerfähigkeit ist die Leistung an der aeroben und anaeroben Schwelle.
Die individuelle aerobe Schwelle kennzeichnet jenen Bereich des besten sauerstoffabhängigen Stoffwechsels. Die Lactatkonzentration liegt bei ca. 2 mmol/l, bei Hochleistungssportlern meist darunter, ca. 1,5 mmol/l.
Die individuelle anaerobe Schwelle bezeichnet die Belastungsintensität, bei der Lactatbildung und -abbau gerade noch im Gleichgewicht stehen. Höhere Trainingsintensitäten haben einen starken Anstieg der Lactatwerte im Blut zur Folge.

## Der Test
Auf einer 500 m Rundstrecke und normalem Straßenasphalt wird mit 25 km/h die Fahrgeschwindigkeit bis zur subjektiven Erschöpfung erhöht. Somit kommen in Abhängigkeit vom aeroben Leistungsstand ein Gesamtkilometerumfang im Test von 25 bis 29 km mit einer Gesamtzeit von 46 bis 53 Minuten. Die Belastungszeiten für die entsprechenden Geschwindigkeitsstufen verkürzten sich entsprechend von 9:36 auf 5:35 Minuten. Die vorgegebenen Geschwindigkeiten wurden in der Eingangsrunde innerhalb von 200 bis 400 m erreicht und im weiteren Verlauf mit Hilfe der an den Rennräder angebrachten Polar CS 600 Tour, kontrolliert.
Die mit einem Windmesser (Fa. Anemo) registrierte Windgeschwindigkeit lag in beiden Untersuchungen zwischen 0 und 1 Beaufort.
Die individuell bevorzugten Übersetzungen für die vorgegebenen Geschwindigkeitsstufen wurden registriert.